# Йокота (авіабаза)
Авіаба́за Йокота (англ. Yokota Air Base, 横田飛行場, (IATA: OKO, ICAO: RJTY) — діюча військово-повітряна база Повітряних сил США, розташована в районі Тама або Західному Токіо. Інфраструктурні об'єкти займають частину Акісіма, Фусса, Хамура, Мідзухо, Мусасі-Мураяма і Татікава.
На території бази дислокується порядку 14 тис. осіб. Вона займає загальну площу 7,07 км2 (2,73 квадратних миль) і має злітно-посадкову смугу розміром 3353 м × 61 м (11 001 фут × 200 футів).
З 26 березня 2012 року на базі знаходиться штаб командування протиповітряної оборони JASDF (штаб ADC). Там також розташований штаб збройних сил США в Японії. Іншими об'єктами бази є центр мовлення для Токійської радіослужби мережі американських військових сил і підрозділ Тихоокеанського оркестру ПС.
16 серпня 2024 року східну Японію накрив тайфун «Ампіл» зі зливами та максимальною постійною швидкістю вітру понад 200 км/год, спричинивши відключення електроенергії та скасування сотень рейсів потягів. Для захисту літаків від пошкоджень авіабаза менш ніж за 24 години перед тайфуном евакуювала 11 літаків C-130J Super Hercules після отримання сигналу тривоги «Bravo». Командування 374-го авіатранспортного крила не розголошувало місце евакуації, лише повідомило про заходи для безпечного повернення літаків у Йокоту після того, як мине загроза тайфуну.

## Галерея

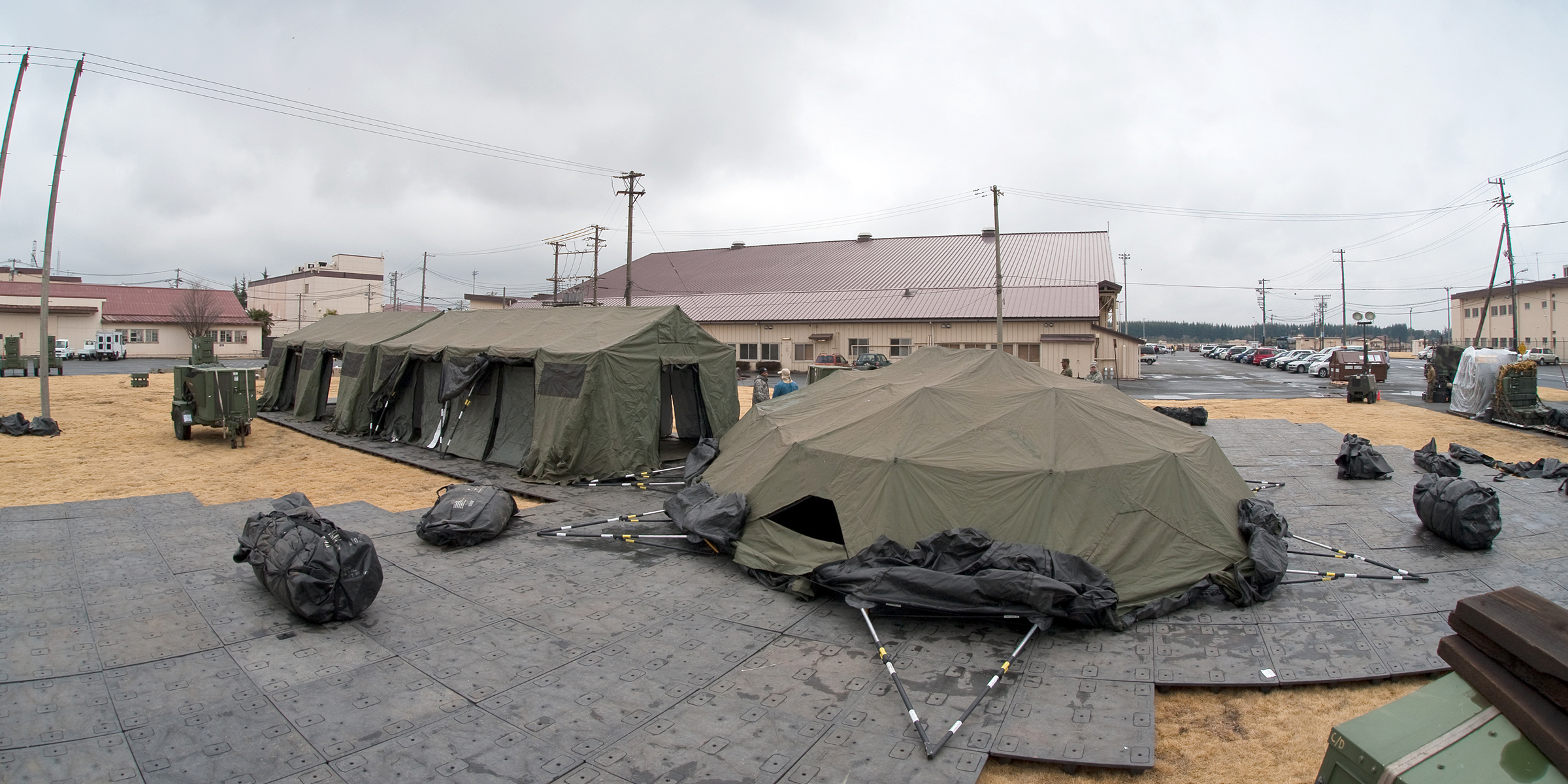
Розгортання тентів у контексті проведення операції «Томадачі» з ліквідації наслідків Великого тохокуського землетрусу. 22 березня 2011
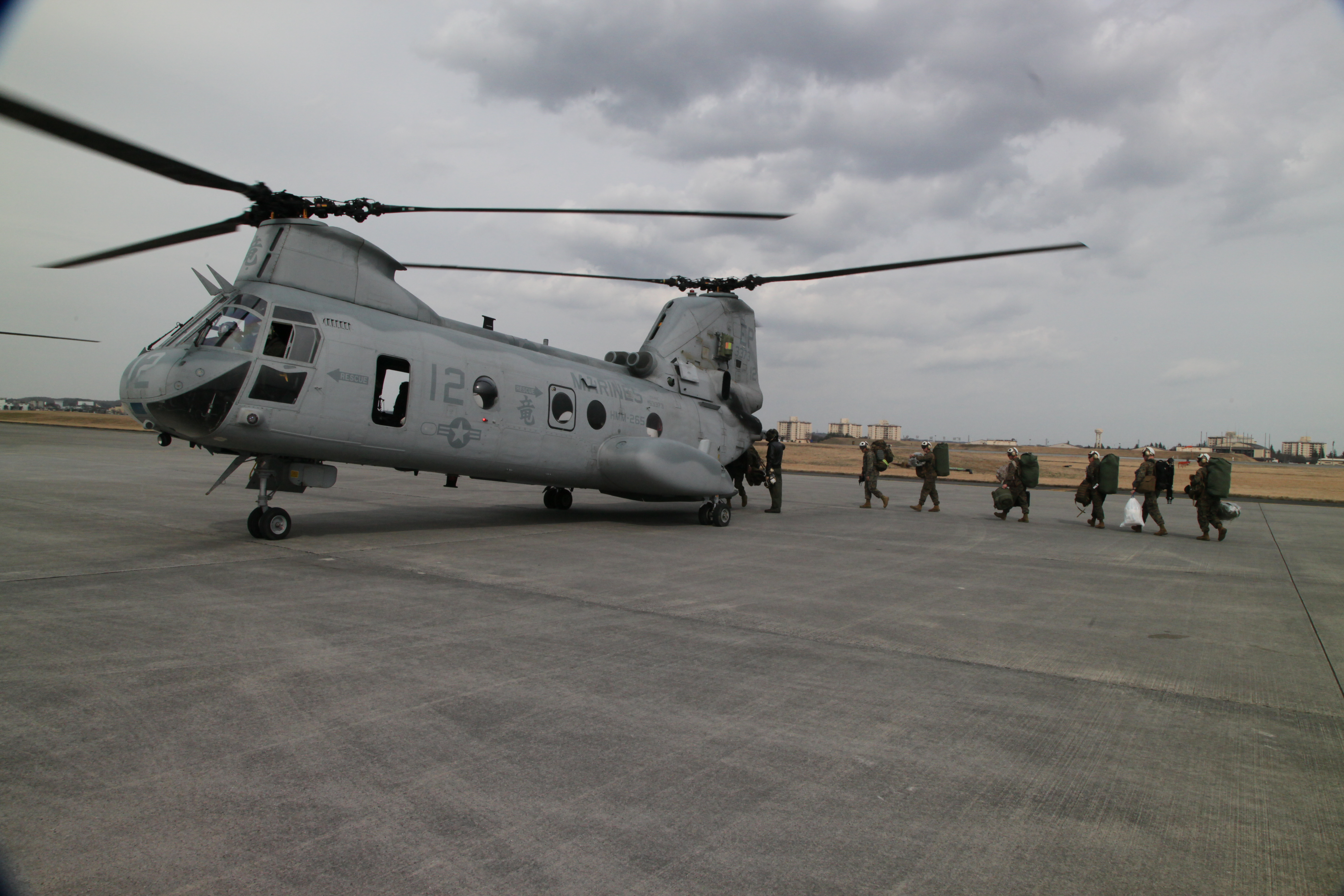
Завантаження морських піхотинців та моряків на борт вертольоту CH-46 «Сі Найт», що прямували на ліквідацію наслідків землетрусу. 15 березня 2011
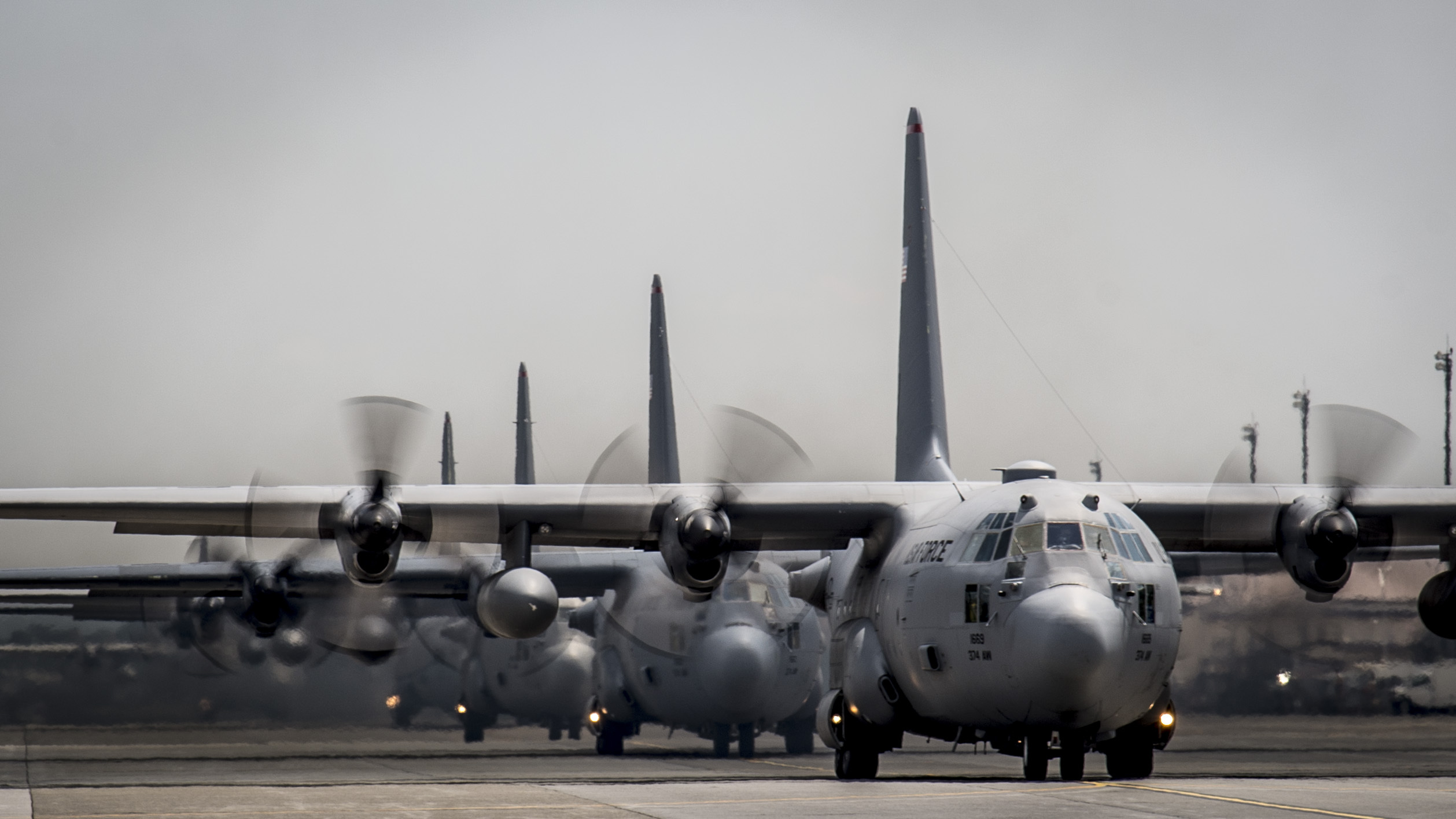
Зліт військово-транспортних літаків C-130 «Геркулес» з авіабази Йокота. 19 серпня 2013
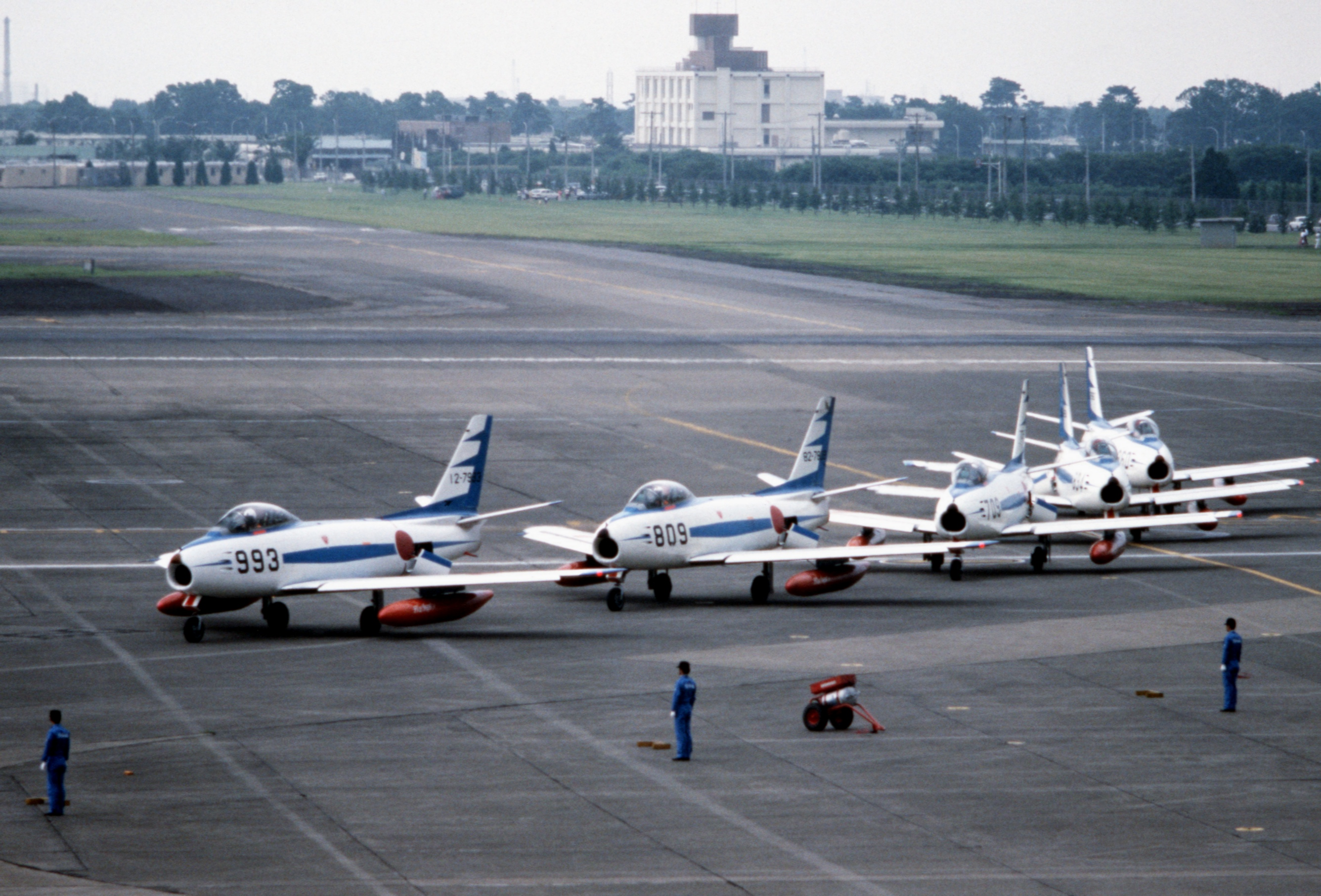
Mitsubishi F-86 демонстраційної пілотної групи на авіабазі Йокота. 1981
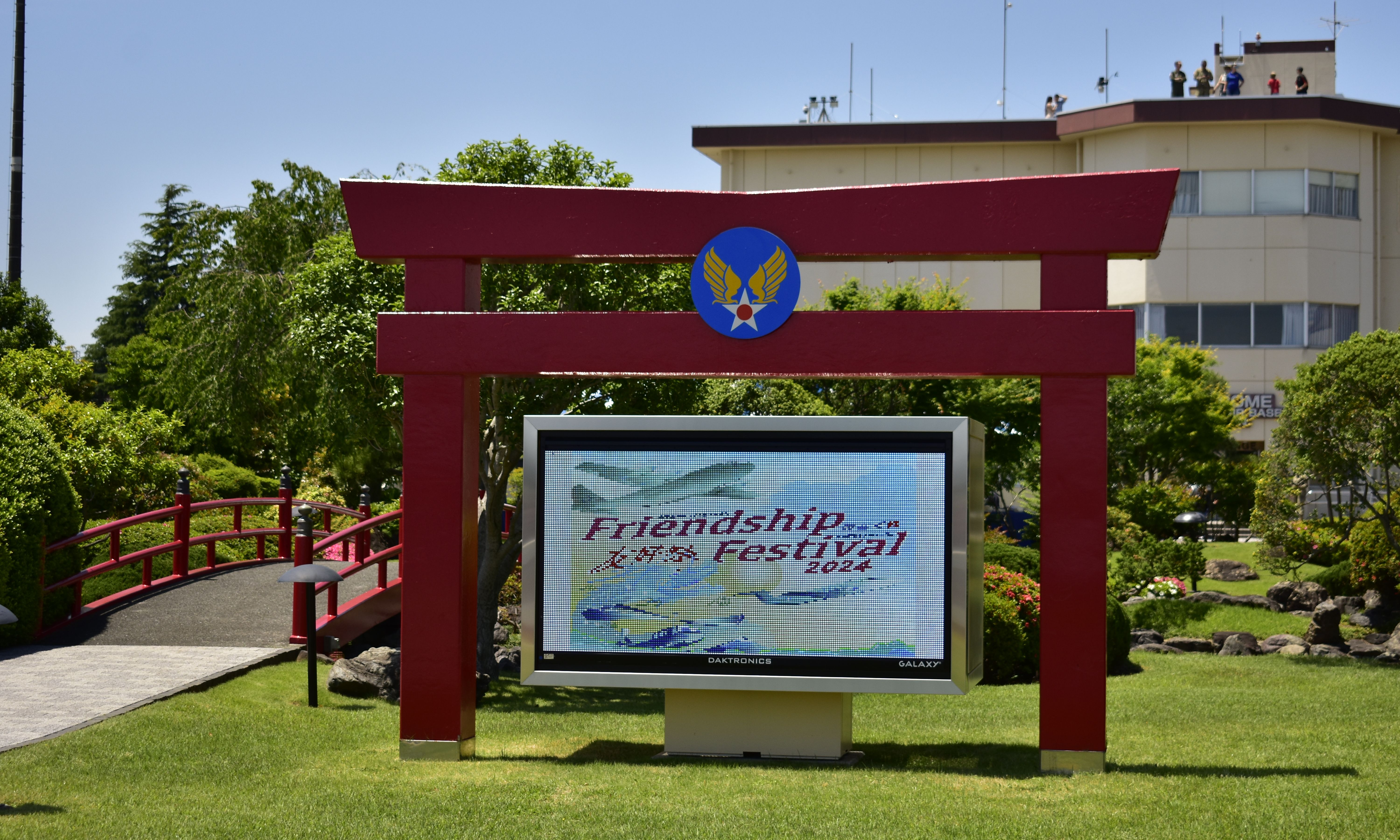
Фестиваль японсько-американської дружби на авіабазі Йокота. 18 травня 2024
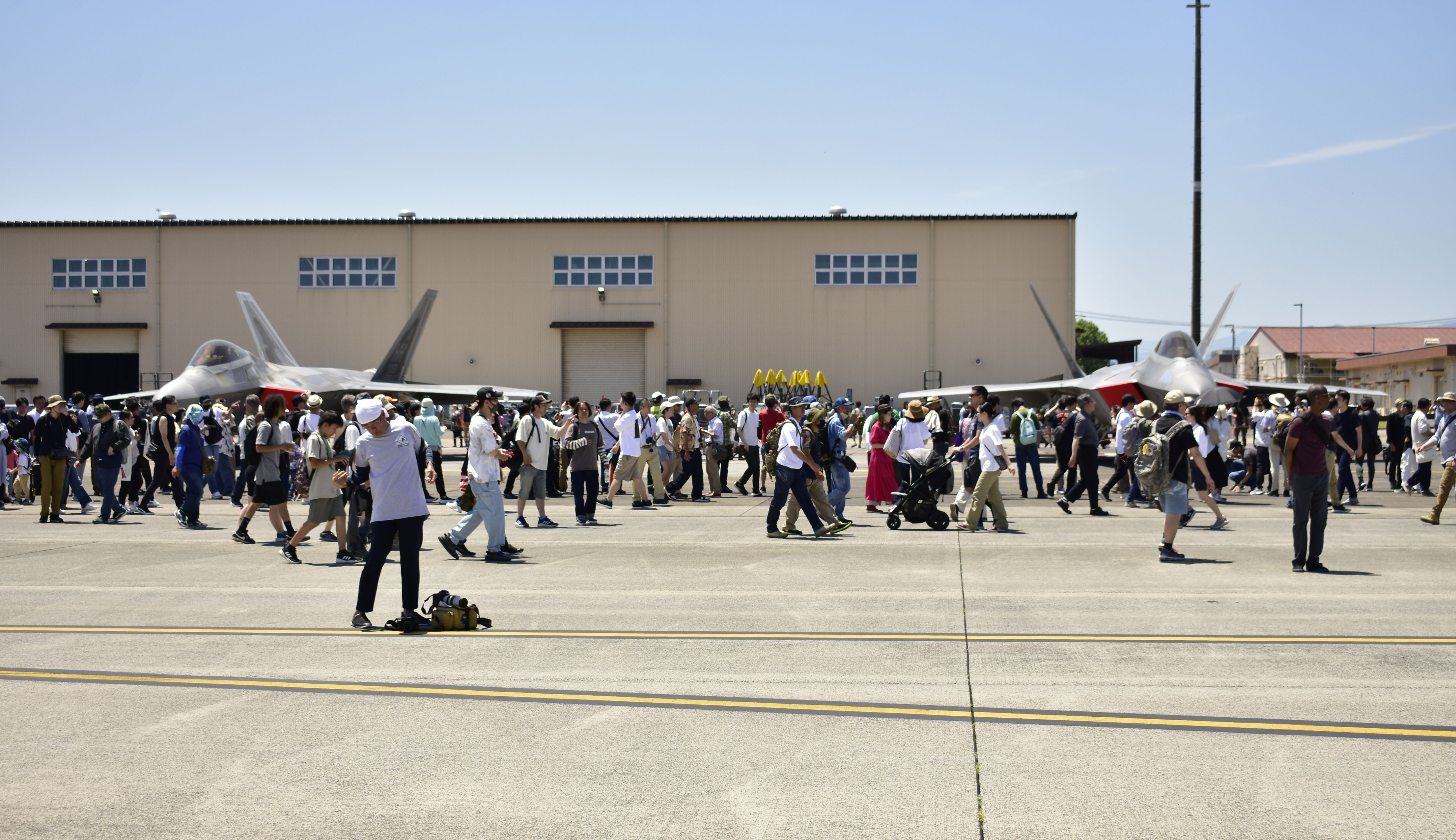
Демонстрація публіці винищувачів F-22 Raptor на фестивалі японсько-американської дружби на авіабазі Йокота. 18 травня 2024
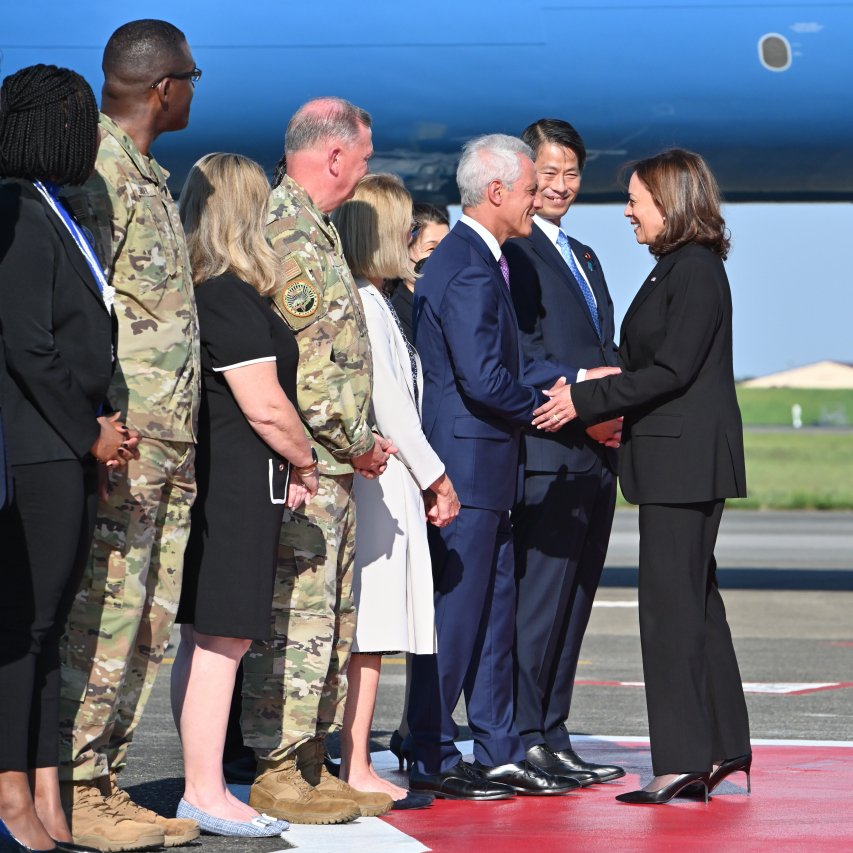
Віцепрезидент США Камала Гарріс прибула з офіційним візитом до Японії. Зустріч на авіабазі Йокота. 26 вересня 2022
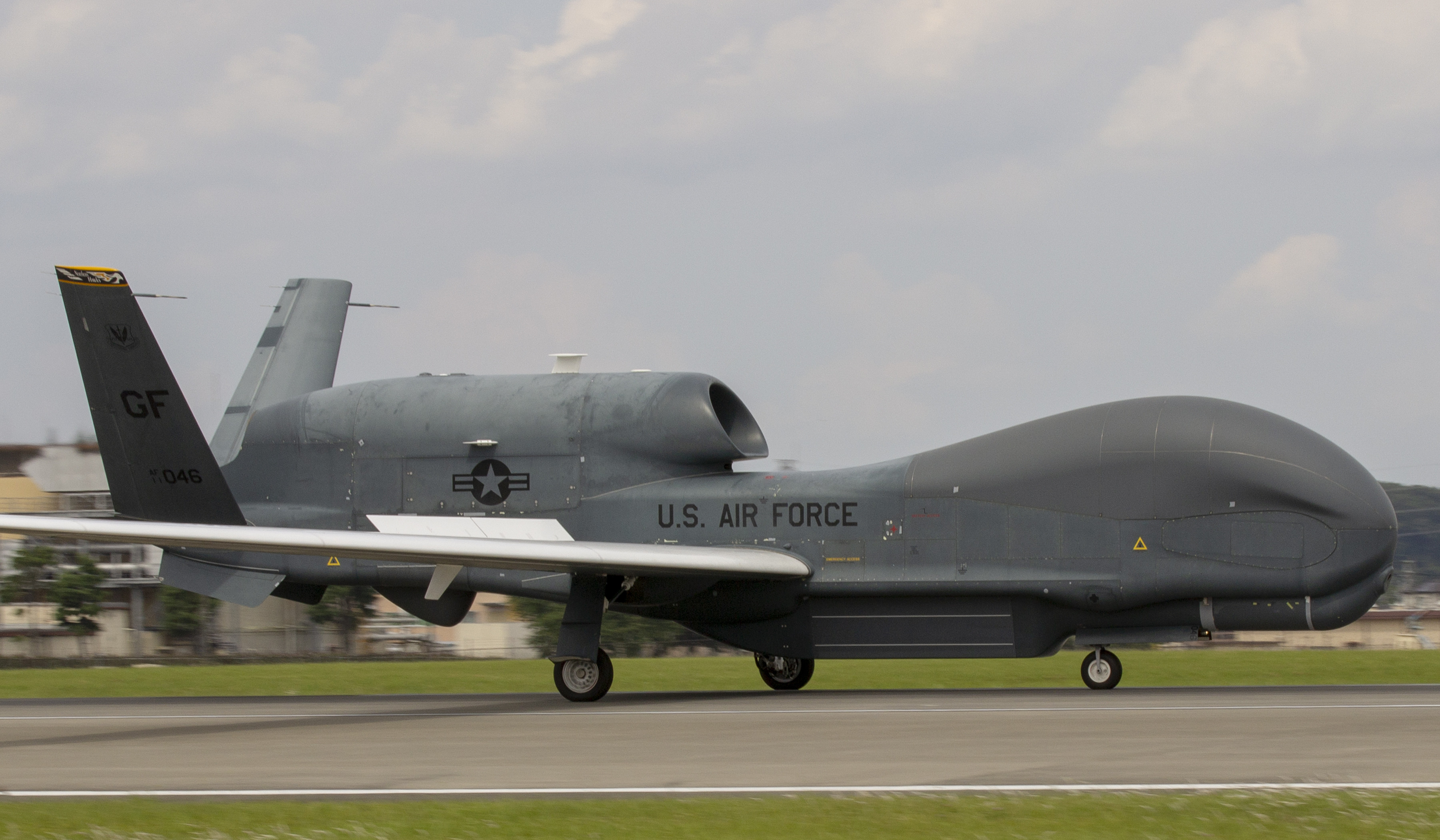
БПЛА RQ-4 Global Hawk з авіабази Андерсен, Гуам, здійснив приземлення на авіабазі Йокота. 30 травня 2020